# Tân Phố
Tân Phố (chữ Hán phồn thể:新浦區, chữ Hán giản thể: 新浦区) là một quận thuộc địa cấp thị Liên Vân Cảng, tỉnh Giang Tô, Cộng hòa Nhân dân Trung Hoa. Quận này có diện tích 259,54 ki-lô-mét vuông, dân số năm 2005 là 324.500 người. Về mặt hành chính, quận này được chia ra các đơn vị gồm 7 nhai đạo, 1 trấn, 2 hương.
- Nhai đạo: Phố Đông, Phố Tây, Tân Đông, Tân Nam, Lộ Nam, Tân Hải.
- Trấn: Ninh Hải, Nam Thành.
- Hương: Vân Đài, Hoa Quả Sơn.